# Ingela Thalén
Ingela Anita Thalén, född Ericsson 1 oktober 1943 i Örgryte församling i Göteborg, är en svensk politiker (socialdemokrat) och före detta statsråd.

## Biografi
Ingela Thalén är dotter till tvätteriarbetaren Erland Ericsson och sömmerskan Sara Ström. År 1968 gifte hon sig med direktören Lars Thalén, född 1944.
Hon var ledamot av kommunfullmäktige och ordförande i kommunstyrelsen i Järfälla 1983–1987. Hon utsågs därefter av Ingvar Carlsson till arbetsmarknadsminister 1987–1990 och socialminister 1990–1991 samt 1994–1996. Hon var riksdagsledamot 1988–2004 och ordförande i arbetsmarknadsutskottet 1992–1994, ledamot av socialutskottet 1991–1992 samt bostadsutskottet 1992–1994. Hon var partisekreterare för Socialdemokraterna 1996–1999 och därefter statsråd i socialdepartementet (socialförsäkringsminister) 1999–2002.
Sedan 2013 är hon kommunrevisor i Värmdö.
1990 uppmärksammades Thalén för ett uttalande i radioprogrammet "Allvarligt talat" på Sveriges Radio som därefter ofta citerats: "Det är ett löfte att det är en målsättning som vi lovar att ha som mål att arbeta för."
Thalén har efter att hon lämnat politiken varit förbundsordförande i svenska BRIS (från 2005 till 2009) och var ordförande från  2006 till 2016 i Svenska Folkdansringen. I oktober 2013 mottog hon Folkdansringens förtjänsttecken i silver.